# CAF Champions League 2015
La CAF Champions League 2015  (ufficialmente Orange CAF Champions League 2015 per ragioni di sponsorizzazione) è la 21ª edizione di questo torneo organizzato dalla CAF, il 19º con la forma attuale. Il vincitore è qualificato per la Coppa del mondo per club FIFA 2015, e partecipa di diritto alla CAF Super Cup 2016. Il ES Sétif è la squadra detentrice del titolo.

## Sistema della graduatoria
La CAF calcola i punti per ogni associazione in base ai risultati dei propri club nella Champions League e nella Coppa della Confederazione CAF, non prendendo in considerazione l'anno corrente. I criteri per i punti sono i seguenti:
|                        | CAF Champions League | Coppa della Confederazione CAF |
| ---------------------- | -------------------- | ------------------------------ |
| Vincitore              | 5 punti              | 4 punti                        |
| Seconda                | 4 punti              | 3 punti                        |
| Semifinaliste perdenti | 3 punti              | 2 punti                        |
| 3º posto nei gruppi    | 2 punti              | 1 punti                        |
| 4º posto nei gruppi    | 1 punto              | 1 punto                        |

I punti sono moltiplicati per un dato coefficiente a seconda dell'anno, come segue:
- 2012 – 5
- 2011 – 4
- 2010 – 3
- 2009 – 2
- 2008 – 1

## Turni e date dei sorteggi
| Fase           | Turno             | Data sorteggio   | Andata                     | Ritorno                  |
| -------------- | ----------------- | ---------------- | -------------------------- | ------------------------ |
| Qualificazioni | Turno preliminare | 22 dicembre 2014 | 13–15 febbraio 2015        | 27 febbraio–1 marzo 2015 |
| Qualificazioni | Primo turno       | 22 dicembre 2014 | 13–15 marzo 2015           | 3–5 aprile 2015          |
| Qualificazioni | Secondo turno     | 22 dicembre 2014 | 17–19 aprile 2015          | 1–3 maggio 2015          |
| Fase a gironi  | 1ª giornata       | 5 maggio 2015    | 26–28 giugno 2015          | 26–28 giugno 2015        |
| Fase a gironi  | 2ª giornata       | 5 maggio 2015    | 10–12 luglio 2015          | 10–12 luglio 2015        |
| Fase a gironi  | 3ª giornata       | 5 maggio 2015    | 24–26 luglio 2015          | 24–26 luglio 2015        |
| Fase a gironi  | 4ª giornata       | 5 maggio 2015    | 7–9 agosto 2015            | 7–9 agosto 2015          |
| Fase a gironi  | 5ª giornata       | 5 maggio 2015    | 21–23 agosto 2015          | 21–23 agosto 2015        |
| Fase a gironi  | 6ª giornata       | 5 maggio 2015    | 11–13 settembre 2015       | 11–13 settembre 2015     |
| Fase finale    | Semifinali        | 5 maggio 2015    | 25–27 settembre 2015       | 2–4 ottobre 2015         |
| Fase finale    | Finale            | 5 maggio 2015    | 30 ottobre–1 novembre 2015 | 6–8 novembre 2015        |

## Qualificazioni

### Turno preliminare
| Squadra 1                | Totale           | Squadra 2                 | Andata | Ritorno |
| ------------------------ | ---------------- | ------------------------- | ------ | ------- |
| Mbabane Swallows         | 1 – 2            | ZESCO United              | 1 – 1  | 0 – 1   |
| Séwé Sports              | 2 - 3            | AS Kaloum Star            | 1 – 2  | 1 – 1   |
| USM Alger                | 4 – 3            | Foullah Edifice           | 3 – 0  | 1 – 3   |
| AS Pikine                | 1 – 0            | Étoile Filante            | 1 – 0  | 0 – 0   |
| Al-Hilal                 | 2 – 1            | KMKM                      | 2 – 0  | 0 – 1   |
| Fomboni FC               | 2 – 3            | Big Bulletts              | 0 – 1  | 2 – 2   |
| Recreativo do Libolo     | 3 – 3            | SM Sanga Balende          | 3 – 1  | 0 – 2   |
| Kampala City Council     | 1 – 3            | Cosmos de Bafia           | 1 – 0  | 0 – 3   |
| Azam                     | 2 – 3            | Al-Merrikh                | 2 – 0  | 0 – 3   |
| LLB Académic             | 0 – 1            | Kabuscorp                 | 0 – 0  | 0 – 1   |
| CD Elá Nguema            | 1 – 2            | AC Semassi                | 1 – 1  | 0 – 1   |
| MC El Eulma              | 2 – 2            | Saint-George              | 1 – 0  | 1 – 2   |
| East End Lions           | – (ritiro Lions) | Asante Kotoko             | –      | –       |
| Enyimba                  | 4 – 0            | Buffles du Borgou         | 3 – 0  | 1 – 0   |
| Al-Ahly Tripoli          | 1 – 1 (3-5)      | Smouha                    | 1 – 0  | 0 – 1   |
| Gor Mahia                | 3 – 3            | CNaPS Sport               | 1 – 0  | 2 – 3   |
| Liga Muçulmana           | 1 – 2            | APR                       | 0 – 0  | 1 – 2   |
| Club Olympique de Bamako | 2 – 3            | Moghreb Athletic          | 2 – 0  | 0 – 3   |
| Al-Malakia               | 0 – 5            | Kano Pillars              | 0 – 2  | 0 – 3   |
| Real Banjul              | 2 – 1            | Barrack Young Controllers | 1 – 1  | 1 – 0   |
| Kaizer Chiefs            | 3 – 1            | Township Rollers          | 1 – 1  | 0 – 1   |
| Raja Casablanca          | 6 – 2            | Diables Noirs             | 4 – 0  | 2 – 2   |
| St Michel United         | 1 – 4            | Mamelodi Sundowns         | 1 – 1  | 0 – 3   |
| AS Mangasport            | 1 – 0            | Bantu                     | 1 – 0  | 0 – 0   |
| Stade Malien             | 1 – 1            | AS GNN                    | 0 – 0  | 1 – 1   |

### Primo Turno
| Squadra 1         | Totale      | Squadra 2          | Andata | Ritorno |
| ----------------- | ----------- | ------------------ | ------ | ------- |
| ZESCO United      | 2 – 2 (4-5) | AS Kaloum Star     | 1 – 1  | 1 – 1   |
| USM Alger         | 6 – 2       | AS Pikine          | 5 – 1  | 1 – 1   |
| Al-Hilal          | 5 – 1       | Big Bulletts       | 4 – 0  | 1 – 1   |
| Coton Sport       | 0 – 2       | SM Sanga Balende   | 0 – 0  | 0 – 2   |
| Cosmos de Bafia   | 1 – 4       | Espérance de Tunis | 0 – 1  | 1 – 3   |
| Al-Merrikh        | 3 – 2       | Kabuscorp          | 2 – 0  | 1 – 2   |
| AC Semassi        | 0 – 6       | CS Sfaxien         | 0 – 5  | 0 – 1   |
| MC El Eulma       | 2 – 1       | Asante Kotoko      | 0 – 0  | 2 – 1   |
| Enyimba           | 1 – 2       | Smouha             | 1 – 0  | 0 – 2   |
| Gor Mahia         | 0 – 2       | AC Léopards        | 0 – 1  | 0 – 1   |
| APR               | 0 – 4       | Al-Ahly            | 0 – 2  | 0 – 2   |
| Moghreb Athletic  | 5 – 2       | Kano Pillars       | 4 – 0  | 1 – 2   |
| Real Banjul       | 1 – 3       | ES Sétif           | 1 – 1  | 0 – 2   |
| Kaizer Chiefs     | 0 – 3       | Raja Casablanca    | 0 – 1  | 0 – 2   |
| Mamelodi Sundowns | 2 – 3       | TP Mazembe         | 1 – 0  | 1 – 3   |
| AS Mangasport     | 2 – 5       | Stade Malien       | 1 – 3  | 1 – 2   |

### Secondo Turno
| Squadra 1        | Totale      | Squadra 2          | Andata | Ritorno |
| ---------------- | ----------- | ------------------ | ------ | ------- |
| USM Alger        | 3 – 2       | AS Kaloum Star     | 2 – 1  | 1 – 1   |
| SM Sanga Balende | 0 – 2       | Al-Hilal           | 0 – 1  | 0 – 1   |
| Al-Merrikh       | 2 – 2       | Espérance de Tunis | 1 – 0  | 1 – 2   |
| MC El Eulma      | 1 – 1 (7-6) | CS Sfaxien         | 1 – 0  | 0 – 1   |
| AC Léopards      | 1 – 2       | Smouha             | 1 – 0  | 0 – 2   |
| Moghreb Athletic | 1 – 1 (5-4) | Al-Ahly            | 1 – 0  | 0 – 1   |
| Raja Casablanca  | 4 – 4 (1-4) | ES Sétif           | 2 – 2  | 2 – 2   |
| Stade Malien     | 3 – 4       | TP Mazembe         | 2 – 2  | 1 – 2   |

## Fase a gironi

### Gruppo A
| Squadra           | Pt | G | V | N | P | GF | GS | DR |
| ----------------- | -- | - | - | - | - | -- | -- | -- |
| TP Mazembe        | 11 | 6 | 3 | 2 | 1 | 8  | 1  | +7 |
| Al-Hilal Omdurman | 9  | 6 | 2 | 3 | 1 | 5  | 3  | +2 |
| Moghreb Athletic  | 8  | 6 | 2 | 2 | 2 | 6  | 10 | -4 |
| Smouha            | 4  | 6 | 1 | 1 | 4 | 5  | 10 | -5 |

|                   | TPM   | HIL   | MAT   | SMO   |
| ----------------- | ----- | ----- | ----- | ----- |
| TP Mazembe        |       | 0 – 0 | 5 – 0 | 1 – 0 |
| Al-Hilal Omdurman | 1 – 0 |       | 0 – 1 | 2 – 0 |
| Moghreb Athletic  | 0 – 0 | 1 – 1 |       | 2 – 1 |
| Smouha            | 0 – 2 | 1 – 1 | 3 – 2 |       |

### Gruppo B
| Squadra     | Pt | G | V | N | P | GF | GS | DR |
| ----------- | -- | - | - | - | - | -- | -- | -- |
| USM Alger   | 15 | 6 | 5 | 0 | 1 | 9  | 3  | +6 |
| Al-Merrikh  | 13 | 6 | 4 | 1 | 1 | 9  | 4  | +5 |
| Sétif       | 5  | 6 | 1 | 2 | 3 | 5  | 10 | -5 |
| MC El Eulma | 1  | 6 | 0 | 1 | 5 | 5  | 11 | -6 |

|             | USM   | MER   | ESS   | MCE   |
| ----------- | ----- | ----- | ----- | ----- |
| USM Alger   |       | 1 – 0 | 3 – 0 | 2 – 1 |
| Al-Merrikh  | 1 - 0 |       | 2 – 0 | 2 – 0 |
| Sétif       | 1 – 2 | 1 – 1 |       | 2 – 2 |
| MC EL Eulma | 0 – 1 | 2 – 3 | 0 – 1 |       |

## Fase finale
|  | Semifinali        | Semifinali        | Semifinali | Semifinali | Semifinali |  |  | Finale     | Finale     | Finale | Finale | Finale |  |
|  |                   |                   |            |            |            |  |  |            |            |        |        |        |  |
|  | Al-Hilal Omdurman | Al-Hilal Omdurman | 1          | 0          | 1          |  |  |            |            |        |        |        |  |
|  | USM Alger         | USM Alger         | 2          | 0          | 2          |  |  | USM Alger  | USM Alger  | 1      | 0      | 1      |  |
|  | Al-Merrikh        | Al-Merrikh        | 2          | 0          | 2          |  |  | TP Mazembe | TP Mazembe | 2      | 2      | 4      |  |
|  | TP Mazembe        | TP Mazembe        | 1          | 3          | 4          |  |  |            |            |        |        |        |  |

### Semifinali
| Squadra 1  | Totale | Squadra 2  | Andata | Ritorno |
| ---------- | ------ | ---------- | ------ | ------- |
| Al-Merrikh | 2 – 4  | TP Mazembe | 2 – 1  | 0 – 3   |
| Al-Hilal   | 1 – 2  | USM Alger  | 1 – 2  | 0 – 0   |

### Finale
| Squadra 1 | Totale | Squadra 2  | Andata | Ritorno |
| --------- | ------ | ---------- | ------ | ------- |
| USM Alger | 1 – 4  | TP Mazembe | 1 – 2  | 0 – 2   |